# Neville Gruzman
Neville Gruzman, né en 1925 à Sydney et mort le 1er mai 2005, est un architecte et urbaniste australien.